# Stephen Thomas Erlewine

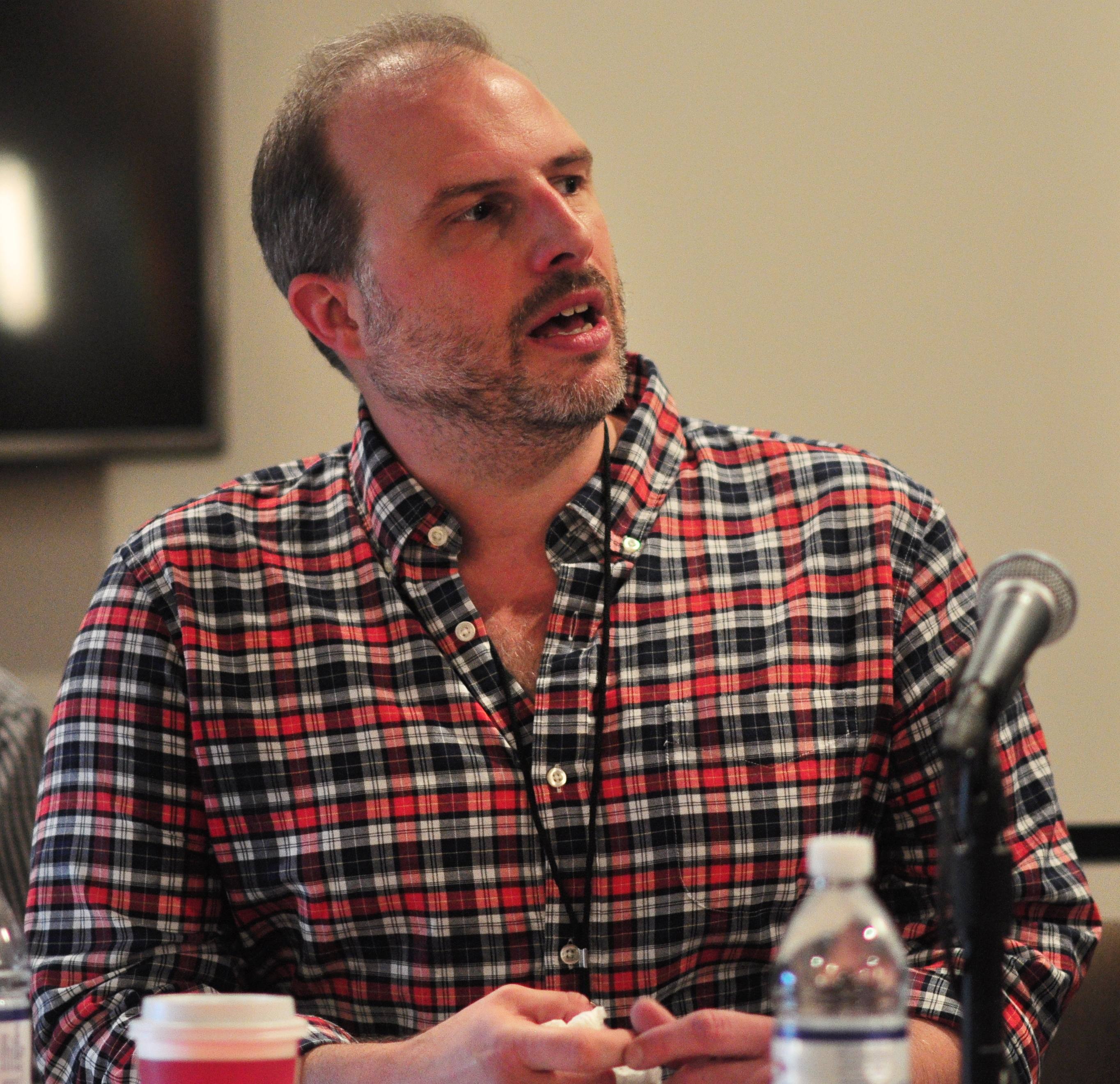
Imagem de Stephen Thomas Erlewine.

Stephen Thomas Erlewine (?, 18 de junho de 1973) é um editor sênior do Allmusic. Ele é autor de muitas das biografias e críticas do allmusic, bem como um escritor freelance, ocasionalmente contribuindo com sleeve notes. É sobrinho do fundador do Allmusic, Michael Erlewine.